# 2-甲基萘
2-甲基萘是一個多环芳香烃。 
2014年2月22日，NASA為了偵測並監視宇宙內的多環芳香烴，包括2-甲基萘，而發佈一個大幅更新的資料庫。根據NASA科學家，宇宙內20%的碳可能與多環芳香烴有關。這些烴有可能是生命誕生的初始物質。多環芳香烴似乎在大爆炸發生不久後開始形成。宇宙內有大量多環芳香烴，而它們與新恆星和系外行星有關聯。
許多酶可以在厭氧情況下將2-甲基萘生物降解。